# 紫町
紫町（むらさきちょう）は、大阪府高槻市の町丁。丁番を持たない単独町名である。

## 地理
高槻市中部に位置し、東で芥川町と、西で殿町及び真上町と、北で真上町と、南で芥川町と接する。町内の領域のほとんどの部分を日本たばこ産業株式会社医薬総合研究所が占める。町内北西部の一角には複数の高層集合住宅、及び紫町公園が位置する。

## 地名の由来
当地に日本専売公社（日本たばこ産業の前身の国有企業）のたばこ工場が位置していたことから、たばこの煙をさす「紫煙」にちなんで命名された。

## 歴史
- 1943年（昭和18年）4月1日：高槻町が市制施行、大阪府高槻市芥川の一区画となる。
- 1964年（昭和39年）6月1日 : 芥川より分離して紫町が設置され、大阪府高槻市紫町となる。
- 1982年（昭和57年）：専売公社高槻工場が京都工場、茨木工場と共に統合される。
- 1993年（平成5年）9月：町内に医薬総合研究所が設置される。

## 世帯数と人口
2024年（令和6年）9月30日現在（高槻市発表）の世帯数と人口は以下の通りである。
| 町丁 | 世帯数  | 人口  |
| ---- | ------- | ----- |
| 紫町 | 199世帯 | 593人 |

## 校区
2022年（令和4年）4月現在、市立小・中学校に通う場合、校区は以下の通りとなる。
| 番・番地等 | 小学校             | 中学校             |
| ---------- | ------------------ | ------------------ |
| 全域       | 高槻市立芥川小学校 | 高槻市立第二中学校 |

## 事業所
2018年（平成30年）現在の経済センサス調査による事業所数と従業員数は以下の通りである。
| 町丁 | 事業所数 | 従業員数 |
| ---- | -------- | -------- |
| 紫町 | 7事業所  | 698人    |

## 主な施設

### 日本たばこ産業関連施設
- 医薬総合研究所
  - 生物研究所
  - 化学研究所
  - 薬物動態研究所
  - 生産技術研究所
- 生命誌研究館

### その他
- 紫町公園